# A Vida É um Sopro

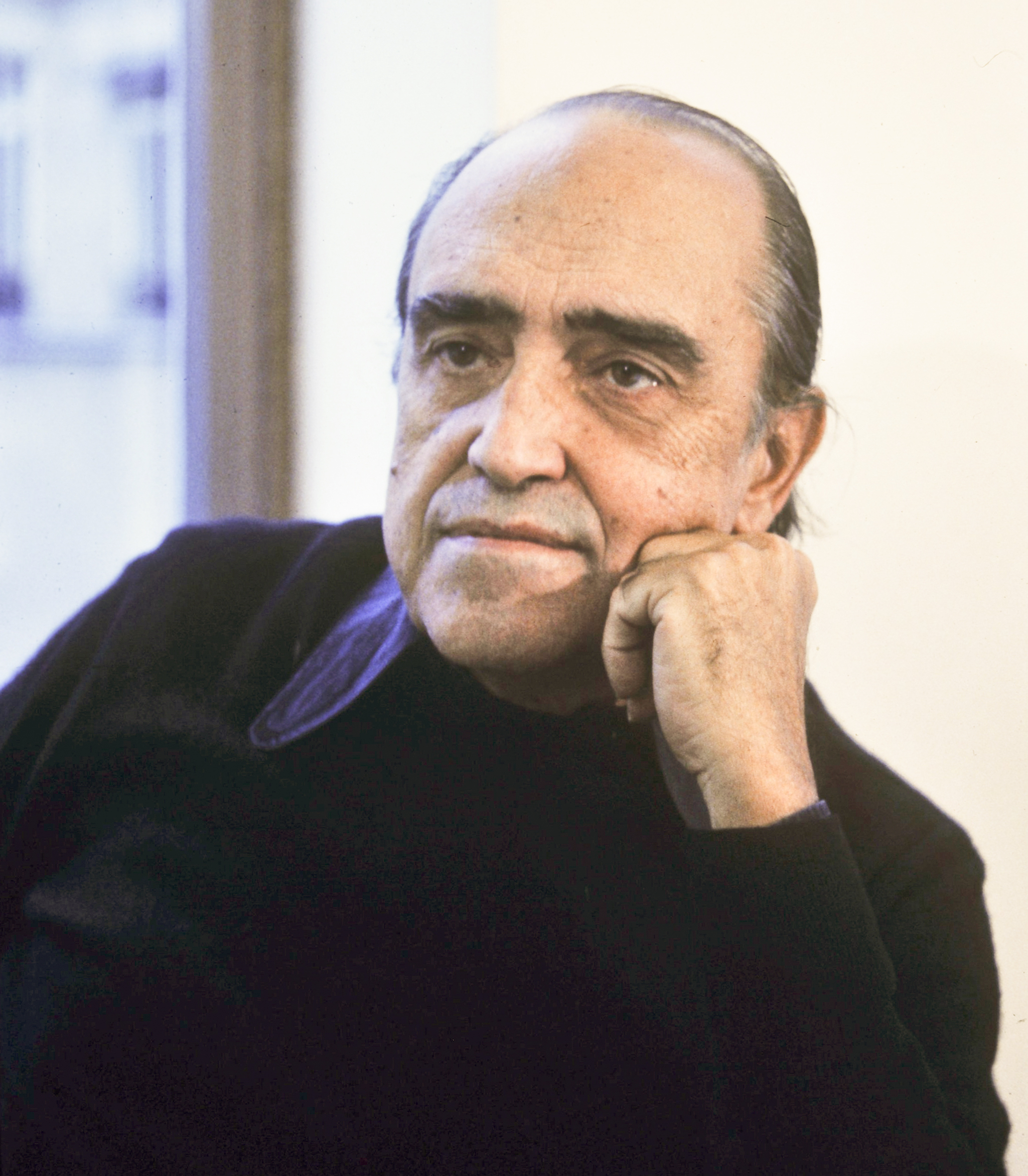
Oscar Ribeiro de Almeida Niemeyer Soares Filho

A Vida É um Sopro é um documentário brasileiro sobre vida e obra do arquiteto Oscar Niemeyer.
Embora lançado em 2007, teve suas filmagens iniciadas já em 1998.

## Sinopse
O filme fala da história de Oscar Niemeyer, um dos mais reconhecidos arquitetos brasileiros. De forma descontraída trata de aquitetura, histórias do arquiteto, luta política e de sua paixão pelas mulheres. No documentário são mostradas belas imagens de muitas de suas obras, a Casa das Canoas, o Palácio do Planalto, a Sede do Partido Comunista Francês, a Universidade de Constantine, o MAC Niterói, entre outras.

## Participações
Participaram do documentário José Saramago, Carlos Heitor Cony, Eduardo Galeano, Ferreira Gullar, Eric Hobsbawn, Nelson Pereira dos Santos, Mário Soares, Chico Buarque e Ítalo Campofiorito.

## Premiações
Recebeu o prêmio de Melhor Documentário, por unanimidade, no 1º Festival Internacional de Documentários Atlantidoc, no Uruguai, em dezembro de 2007.